# Jugo-Wostotschnaja schelesnaja doroga
Die Südost-Eisenbahn (russisch Ю́го-Восто́чная желе́зная доро́га / Jugo-Wostotschnaja schelesnaja doroga) ist die Bezeichnung einer eisenbahnbetrieblich selbständigen Filiale der Russischen Staatseisenbahn (RŽD). Die Jugo-Wostotschnaja schelesnaja doroga, wörtlich „Südost-Eisenbahn“, unterhält ein gut 4000 Kilometer langes Streckennetz im Süden des europäischen Teils Russlands, zwischen den Einzugsgebieten der Moskauer RŽD-Filiale im Norden und der Nordkaukasischen Filiale im Süden.

## Geschichte der Südost-Eisenbahn

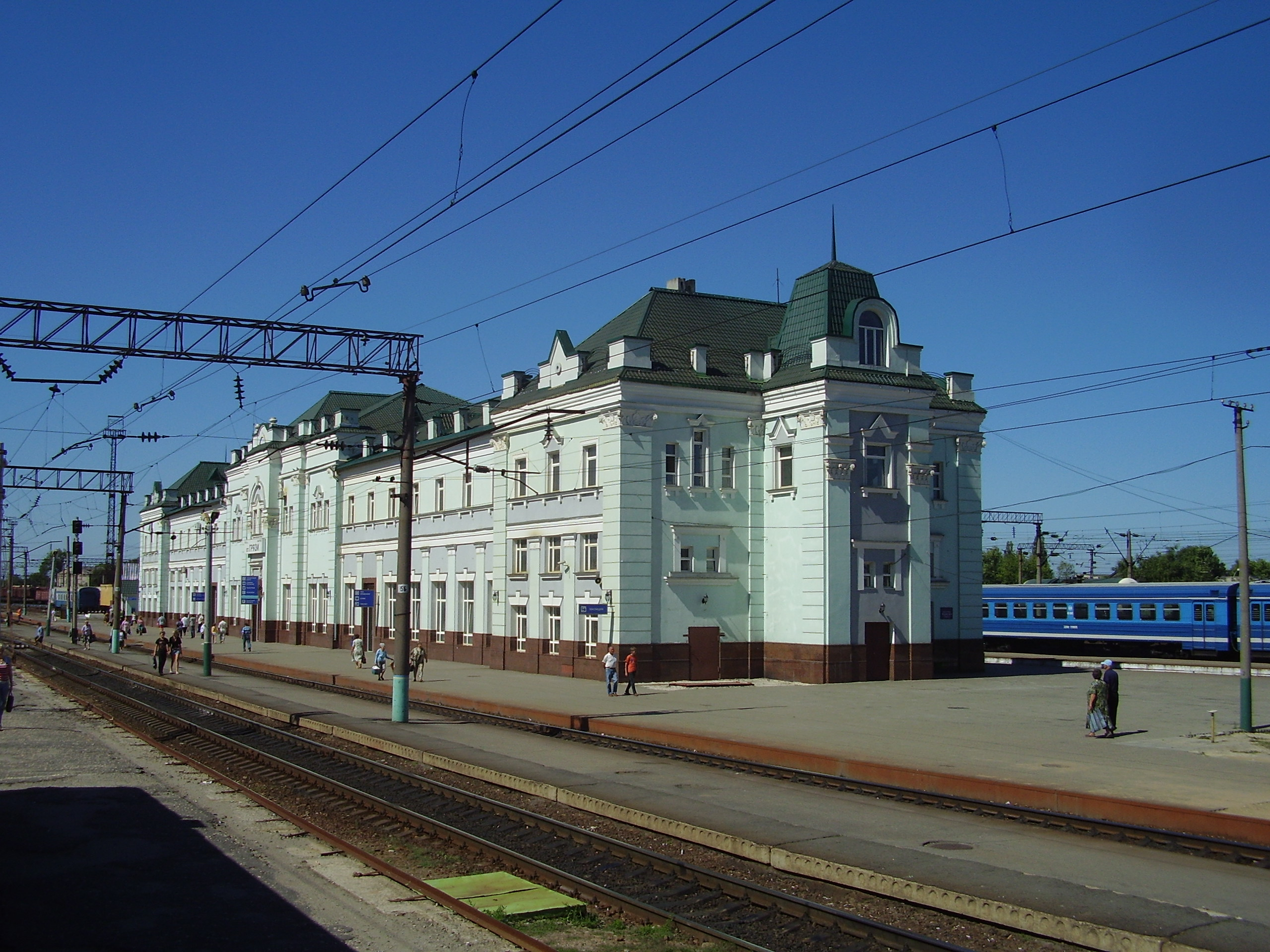
Grjasi-Woroneschskije, ein Bahnhof der Südost-Eisenbahn

1863 wurde auf Initiative des russischen Großindustriellen Pawel von Derwis sowie der Woronescher und Tambower Semstwa eine Aktiengesellschaft zur Beschaffung finanzieller Mittel für den Bau einer Eisenbahnstrecke zwischen Rjasan und Koslow (dem heutigen Mitschurinsk) gegründet. Zu jener Zeit bestand bereits eine Eisenbahnlinie von Moskau ins 200 Kilometer südöstlich hiervon gelegene Rjasan, ansonsten war der Süden des Russischen Kaiserreiches vom Bahnnetz noch weitgehend abgeschnitten. Nach der 1865 erfolgten Erteilung der staatlichen Konzession für den Bau wurde die Strecke nach Koslow binnen einer relativ kurzen Frist errichtet und konnte bereits am 4. September 1866 in Betrieb genommen werden. Sogleich wurde mit den Bauarbeiten zur Verlängerung der Strecke bis Woronesch begonnen, die zwei Jahre später abgeschlossen wurden.
Weitere wichtige Baumaßnahmen, die von der als Gesellschaft der Rjasan-Koslower Eisenbahn bezeichneten Aktiengesellschaft realisiert wurden, war die Fertigstellung einer eingleisigen Güterstrecke von Liski nach Rasdelnaja, mit der vor allem die Steinkohlenbergwerke des östlichen Donezbeckens angebunden werden konnten, ferner die Bahnlinie von Woronesch nach Rostow am Don. Beide Strecken wurden im Jahre 1871 eröffnet. 1893 wurde die Gesellschaft der Rjasan-Koslower Eisenbahn offiziell zur Aktiengesellschaft der Südost-Eisenbahnen; bis dahin war bereits eine Reihe weiterer Strecken erbaut worden, so beispielsweise von Koslow nach Tambow oder von Balaschow nach Charkiw. Zudem wurden mehrere große Bahnwerkstätten im Einzugsgebiet der Gesellschaft (unter anderem in Woronesch, Rostow, Jelez und Zarizyn) in Betrieb genommen.
Nach der Oktoberrevolution wurde die Südost-Bahngesellschaft verstaatlicht, behielt jedoch ihren bahnbetrieblich selbständigen Status und den Verwaltungssitz in Woronesch. Bis 1992 war sie eine der Filialen der Staatsbahnen der UdSSR. In der zweiten Hälfte des 20. Jahrhunderts wurde ein Großteil des Streckennetzes der Südost-Eisenbahn elektrifiziert.

## Heutiger Betrieb

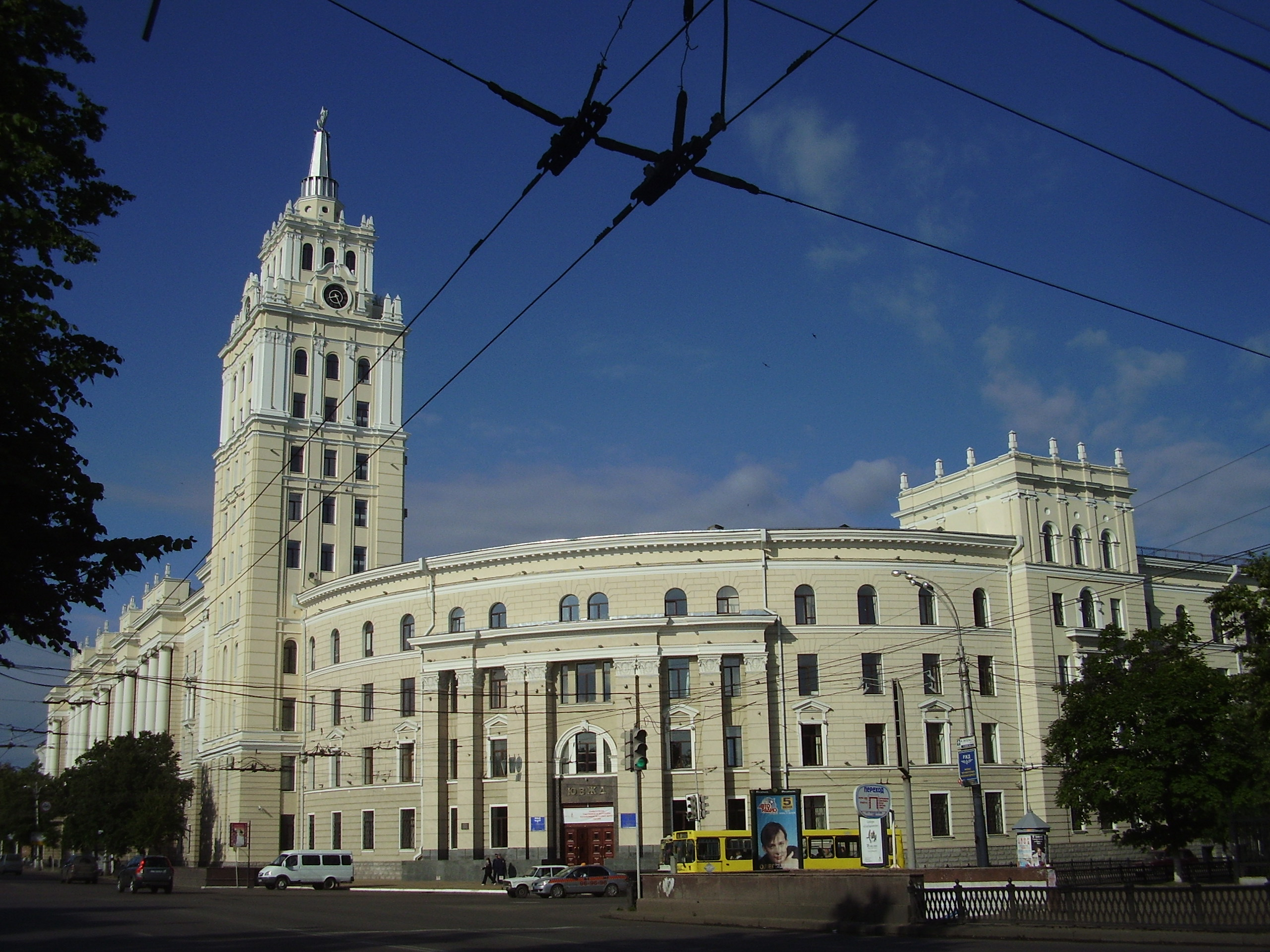
Hauptsitz der JuWSchD in Woronesch mit dem charakteristischen Uhrturm, einem Wahrzeichen der Stadt

Mit dem Stand von 2025 betreibt die Jugo-Wostotschnaja schelesnaja doroga ein insgesamt 4189,1 km langes Bahnstreckennetz, das sich auf die folgenden Oblaste Russlands erstreckt:
- Belgorod
- Kursk
- Lipezk
- Pensa (teilweise Abdeckung; Anschluss an die Kuibyschewer Eisenbahn)
- Rjasan (teilweise Abdeckung; Anschluss an die Moskauer Eisenbahn)
- Rostow (teilweise Abdeckung; Anschluss an die Nordkaukasische Eisenbahn)
- Saratow (teilweise Abdeckung; Anschluss an die Wolga-Eisenbahn)
- Tambow
- Tula (teilweise Abdeckung; Anschluss an die Moskauer Eisenbahn)
- Wolgograd (teilweise Abdeckung; Anschluss an die Wolga-Eisenbahn)
- Woronesch

Der Verwaltungssitz der Bahn befindet sich in Woronesch, es existieren außerdem die fünf Regionalabteilungen Belgorod, Jelez, Liski, Mitschurinsk und Rtischtschewo. Im Jahr 2023 wurden insgesamt 88,3 Mio. Tonnen Güter transportiert. Die Transportpalette dominierten Schwarze Metalle (13,3 Mio. Tonnen) und Getreide (5,9 Mio. Tonnen), gefolgt von Erdölprodukten, deren Menge sich 2024 nahezu verdoppelte (3 Mio. Tonnen). Im selben Jahr beförderte die Südost-Eisenbahn 12,2 Mio. Passagiere, davon 7,5 Mio. im Nahverkehr und 4,7 Mio. im Fernverkehr. Die Mitarbeiterzahl der Filiale einschließlich der unterstehenden Bahnbetriebe betrug Stand August 2020 rund 33.452 Personen.